# Omir Fernandez
Omir Fernandez (Bronx, New York, 1999. február 8. –) amerikai labdarúgó, a Portland Timbers középpályása.

## Pályafutása
Fernandez a New York-i Bronxban született. Az ifjúsági pályafutását a helyi New York Red Bulls akadémiájánál kezdte.
2016-ban mutatkozott be a New York Red Bulls tartalék, majd 2019-ben az észak-amerikai első osztályban szereplő felnőtt csapatában. Először a 2019. február 21-ei, az Atlético Pantoja ellen 2–0-ra megnyert CONCACAF-bajnokok ligája mérkőzés 75. percében, Alex Muyl cseréjeként lépett pályára. A ligában 2019. március 2-án, a Columbus Crew ellen 1–1-es döntetlennel zárult találkozón debütált. Első gólját 2019. május 26-án, a Cincinnati ellen idegenben 2–0-ás győzelemmel zárult bajnokin szerezte meg.
2023. december 20-án kétéves szerződést írt alá a Colorado Rapids csapatával. 2025. április 18-án a Portland Timbershez igazolt.

## Magánélete
Fernandez az Amerikai Egyesült Államokban született mexikói szülők gyermekeként, így amerikai és mexikói állampolgársággal is rendelkezik.

## Statisztikák
2023. november 4. szerint
| Klub               | Szezon   | Osztály  | Bajnokság | Bajnokság | Kupa  | Kupa | Nemzetközi | Nemzetközi | Összesen | Összesen |
| Klub               | Szezon   | Osztály  | Meccs     | Gól       | Meccs | Gól  | Meccs      | Gól        | Meccs    | Gól      |
| ------------------ | -------- | -------- | --------- | --------- | ----- | ---- | ---------- | ---------- | -------- | -------- |
| New York Red Bulls | 2019     | MLS      | 18        | 2         | 1     | 0    | 2          | 1          | 21       | 3        |
| New York Red Bulls | 2020     | MLS      | 15        | 2         | 0     | 0    | —          | —          | 15       | 2        |
| New York Red Bulls | 2021     | MLS      | 23        | 3         | 0     | 0    | —          | —          | 23       | 3        |
| New York Red Bulls | 2022     | MLS      | 28        | 2         | 5     | 1    | —          | —          | 33       | 3        |
| New York Red Bulls | 2023     | MLS      | 33        | 6         | 1     | 1    | 4          | 1          | 17       | 3        |
| Colorado Rapids    | 2024     | MLS      | 0         | 0         | 0     | 0    | 0          | 0          | 0        | 0        |
| Összesen           | Összesen | Összesen | 117       | 15        | 8     | 2    | 6          | 2          | 131      | 19       |